# Де Бур, Ян
Ян де Бур (нидерл. Jan de Boer; 29 августа 1898, Амстердам — 30 июня 1988, там же) — нидерландский футболист, игравший на позиции вратаря за амстердамский «Аякс» и сборную Нидерландов.

## Биография
Родился в августе 1898 года в Амстердаме. Отец — Ян де Бур, был родом с острова Влиланд, мать — Элизабет Мария Хуве, родилась в общине Харлеммермер. Родители поженились в сентябре 1894 года — на тот момент отец был матросом. Всего в их семье родилось пятеро детей: трое сыновей и две дочери, первая из которых умерла в младенчестве. Де Бур закончил начальную школу и высшую гражданскую школу с 5-летним курсом.
В 1911 году в возрасте 13 лет попал в амстердамский «Аякс», спустя девять лет стал игроком основной команды и позже — основным вратарём клуба, вытеснив из состава Яна Смита. Дебютировал 19 сентября 1920 года в гостевом матче против клуба «Де Спартан» (4:1).
Де Бур выступал в клубе до 1933 года, в общей сложности провёл 195 матчей, входит в символический клуб по проведённым играм за «Аякс». Последний матч провёл 16 марта 1933 года против роттердамской «Спарты» (4:3).
В 1942 году де Бур стал почётным членом клуба, с 1963 по 1973 год входил в совет клуба.
В составе национальной сборной Нидерландов провёл 5 матчей с 1923 по 1924 год.
Умер 30 июня 1988 года в возрасте 89 лет.

## Статистика

### Матчи де Бура за сборную Нидерландов
| Матчи де Бура за сборную Нидерландов | Матчи де Бура за сборную Нидерландов | Матчи де Бура за сборную Нидерландов | Матчи де Бура за сборную Нидерландов | Матчи де Бура за сборную Нидерландов | Матчи де Бура за сборную Нидерландов |
| ------------------------------------ | ------------------------------------ | ------------------------------------ | ------------------------------------ | ------------------------------------ | ------------------------------------ |
| №                                    | Дата                                 | Соперник                             | Счёт                                 | Пропущено голов                      | Соревнование                         |
| 1                                    | 29 апреля 1923                       | Бельгия                              | 1:1                                  | 1                                    | Кубок Rotterdamsch Nieuwsblad 1923   |
| 2                                    | 10 мая 1923                          | Германия                             | 0:0                                  | —                                    | Товарищеский матч                    |
| 3                                    | 25 ноября 1923                       | Швейцария                            | 4:1                                  | 1                                    | Товарищеский матч                    |
| 4                                    | 23 марта 1924                        | Бельгия                              | 1:1                                  | 1                                    | Товарищеский матч                    |
| 5                                    | 21 апреля 1924                       | Германия                             | 0:1                                  | 1                                    | Товарищеский матч                    |

Итого: 5 матчей / пропущено 4 гола; 1 победа, 3 ничьи, 1 поражение.